# Joseph Duveen, 1.º Barão Duveen

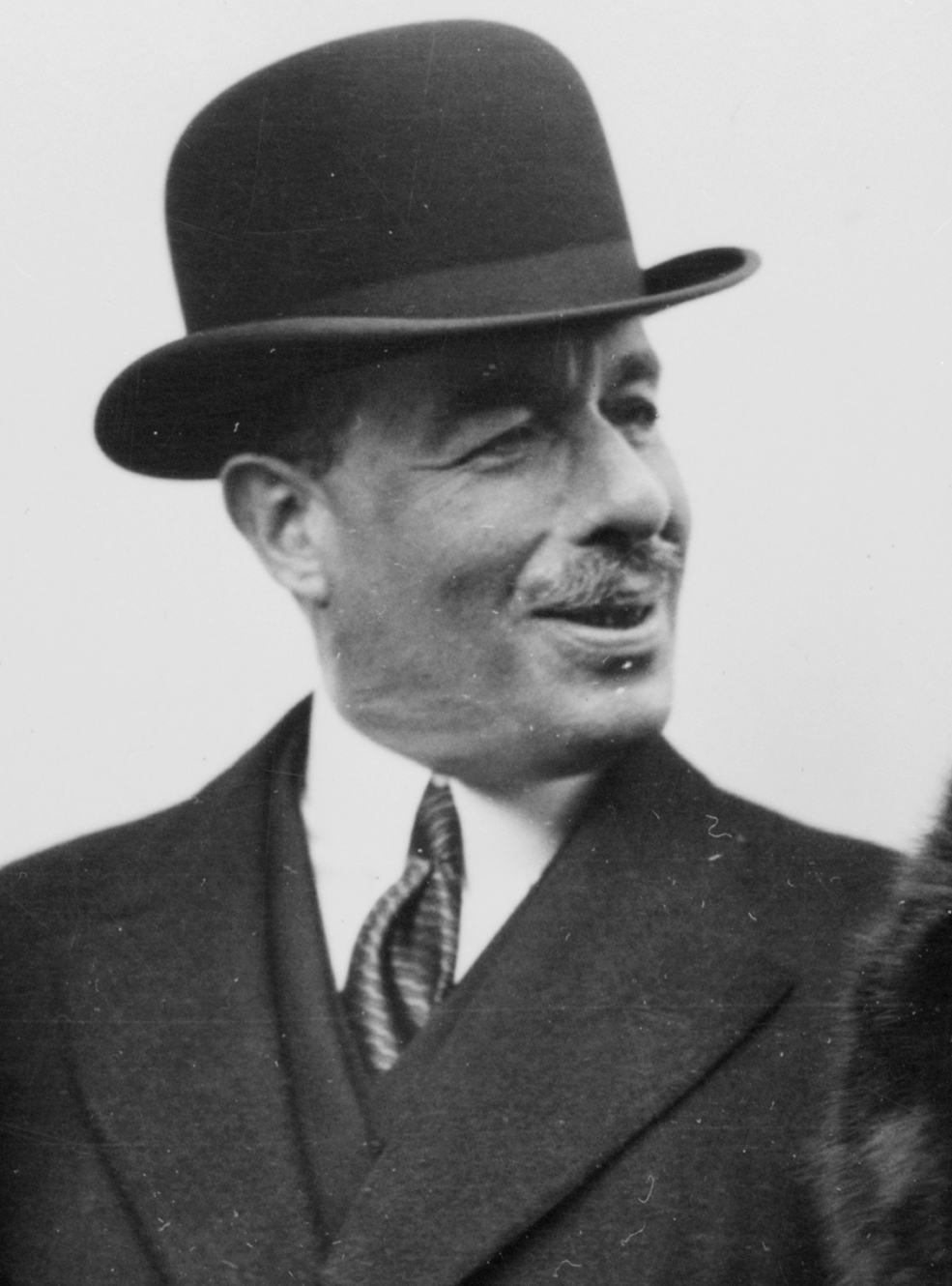
Joseph Duveen na década de 1920.

Joseph Duveen, 1.º Barão Duveen (Hull, 14 de Outubro de 1869 – Londres, 25 de Maio de 1939), foi um negociante de arte britânico.

## Biografia
Neto de um ferreiro judeu holandês e filho de um negociante em mobiliário, cerâmica e objectos de arte, Duveen nasceu em Hull e, mais tarde, mudou-se para Londres. Em 1901 entrou para o negócio das pinturas e, anos depois, em 1906, já comprava e vendia grandes colecções de arte, negociando, maioritariamente, com milionários
(Henry Clay Frick, William Randolph Hearst, Henry E. Huntington, John Pierpont Morgan, Samuel Henry Kress, Andrew W. Mellon, John Davison Rockefeller, Frank Porter Wood). Deste modo, Duveen pode dedicar-se à arte de luxo, em particular aos grandes mestres das escolas italianas, flamengas, francesas e inglesas.
Joseph Duveen recebeu o título de cavaleiro em 1919, o de barão em 1929, e o pariato em 1933.